# 30836 Schnittke
30836 Schnittke este un asteroid din centura principală de asteroizi.

## Descriere
30836 Schnittke este un asteroid din centura principală de asteroizi. A fost descoperit pe 15 ianuarie 1991 la Tautenburg de Freimut Börngen. Asteroidul prezintă o orbită caracterizată de o semiaxă mare de 2,46 ua, o excentricitate de 0,15 și o înclinație de 4,2° în raport cu ecliptica.